# Crème glacée
Pour les articles homonymes, voir Crème et Glace (homonymie).
La crème glacée ou glace en France est une recette traditionnelle de dessert glacé, artisanale ou industrielle, à base de crème ou de lait, de jaune d'œufs, de sucre, de divers arômes et d'air.
Elle diffère du sorbet, composé de sirop de sucre (50 % d'eau et 50 % de sucre) et de pulpe de fruit, ou d'arôme, ou d'alcool.

## Histoire
Les plus anciens sorbets glacés connus du monde datent de l'empire perse, durant l'Antiquité, recettes à base d'eau, de crème ou de lait, diffusées progressivement avec le temps dans le monde. De la glace naturelle était prélevée en hiver dans des lacs et des mares, et conservée dans des glacières (des trous dans le sol). La civilisation gréco-romaine fabriquait des recettes avec du miel et des jus de fruits. L'empereur romain Néron faisait transporter par bateau de la neige et de la glace de montagnes enneigées ou de volcans comme l'Etna en Sicile, conservées dans des  « puits à neige ».
Le marchand explorateur italien Marco Polo rapporte en Italie et en Sicile, de ses voyages en Chine au XIIIe siècle, de nombreuses recettes de glaces produites toute l'année grâce à une technique chinoise ancienne de ruissellement d'un mélange d'eau et de salpêtre sur un récipient contenant la préparation. Les glaces sont d'abord réservées aux tables des cours royales et papales.
Selon une légende populaire, Francesco Procopio est considéré comme le père de la crème glacée en France, dont il insuffle avec succès la mode dans son Café Procope, fondé à Paris en 1686. Cependant les glaces existaient déjà en France avant son arrivée. On en trouve des recettes dans un livre de Jean Fargeon publié en 1665.
Les glacières à base de fosses de dizaines de mètres couvertes d'un toit isolant, dans lesquelles s'alternaient des couches de paille et de glace, permettaient alors de garder de la glace jusqu'en été, nécessaires à la fabrication et conservation des produits glacés. Elles se multiplient avec l’essor de ce commerce qui devient un privilège de la noblesse par une loi de 1701. A cette époque, la cour de France du roi Louis XIV pouvait consommer des crèmes glacées l'été grâce à treize glacières du parc du château de Versailles.
En 1775, parait le premier livre italien consacré à la fabrication des glaces, apparues dès le XVIe siècle, De sorbetti de Filippo Baldini.

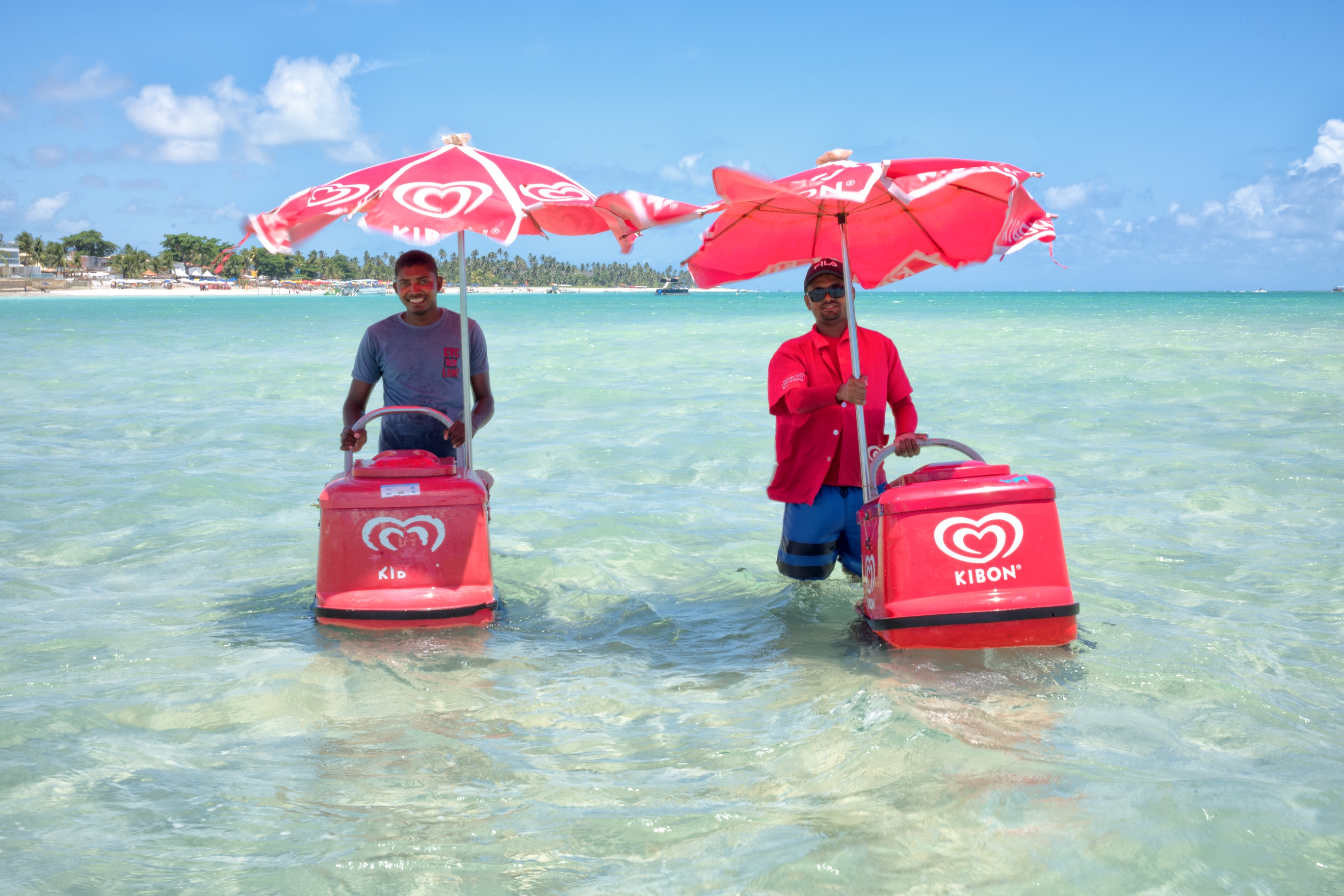
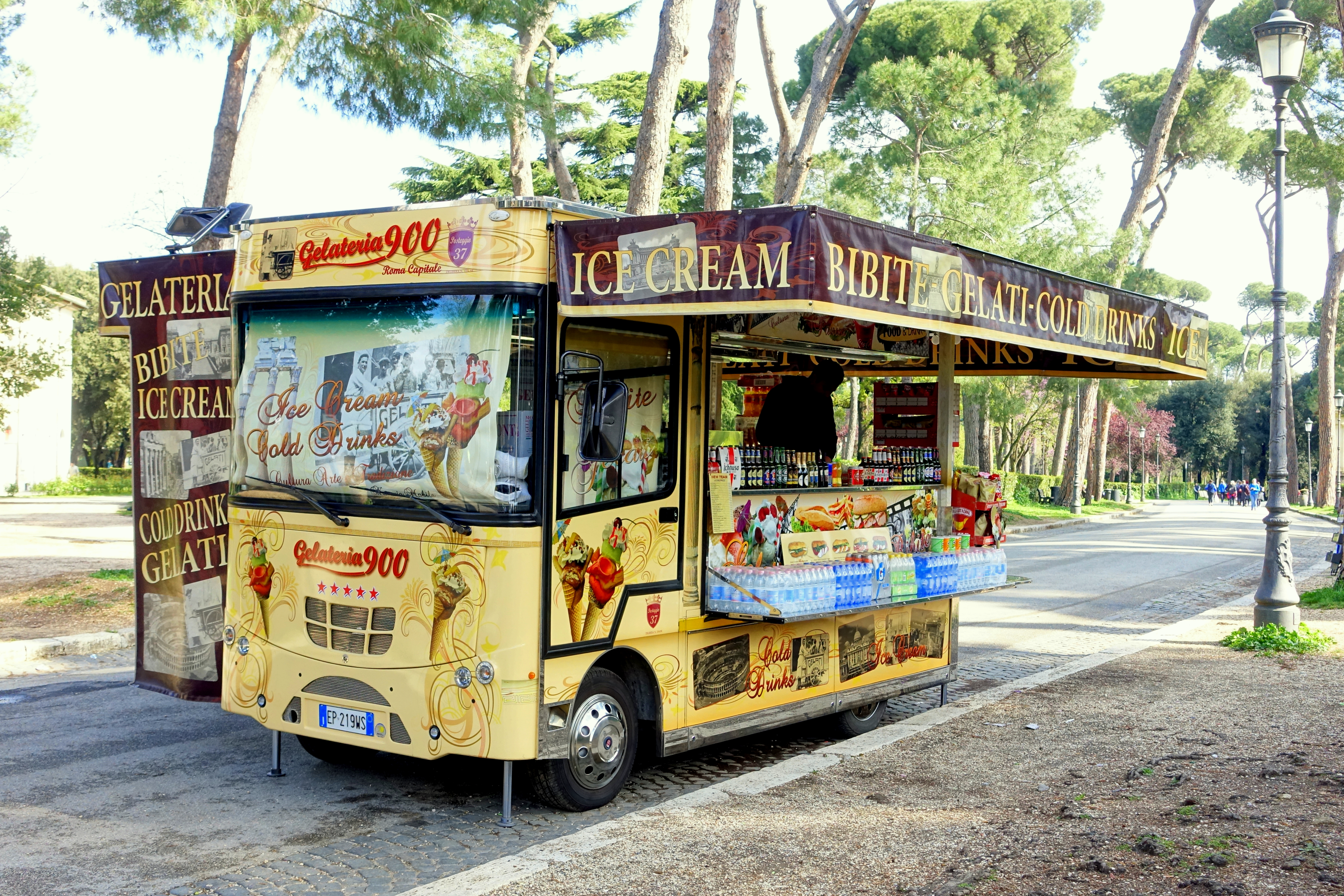
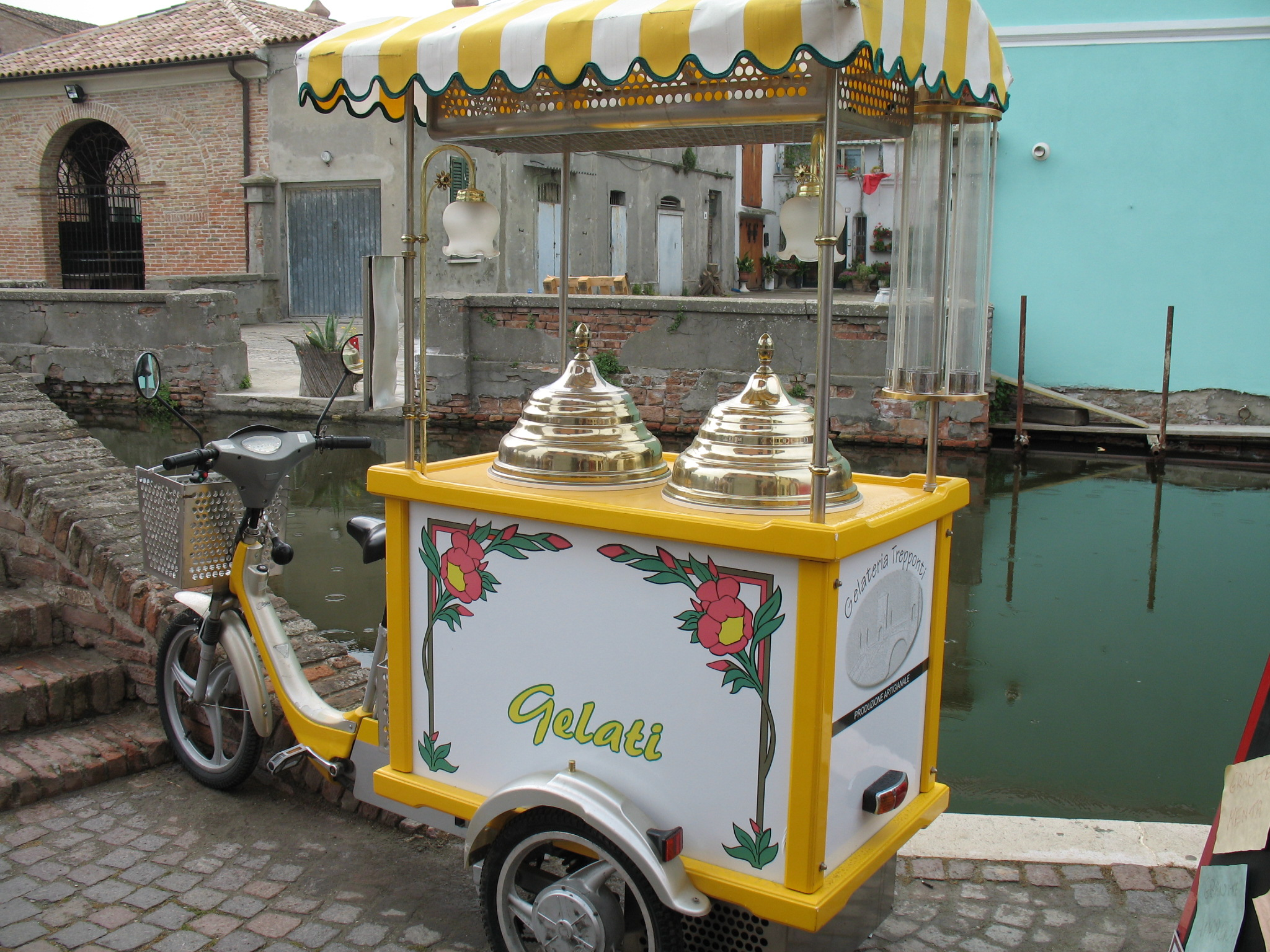
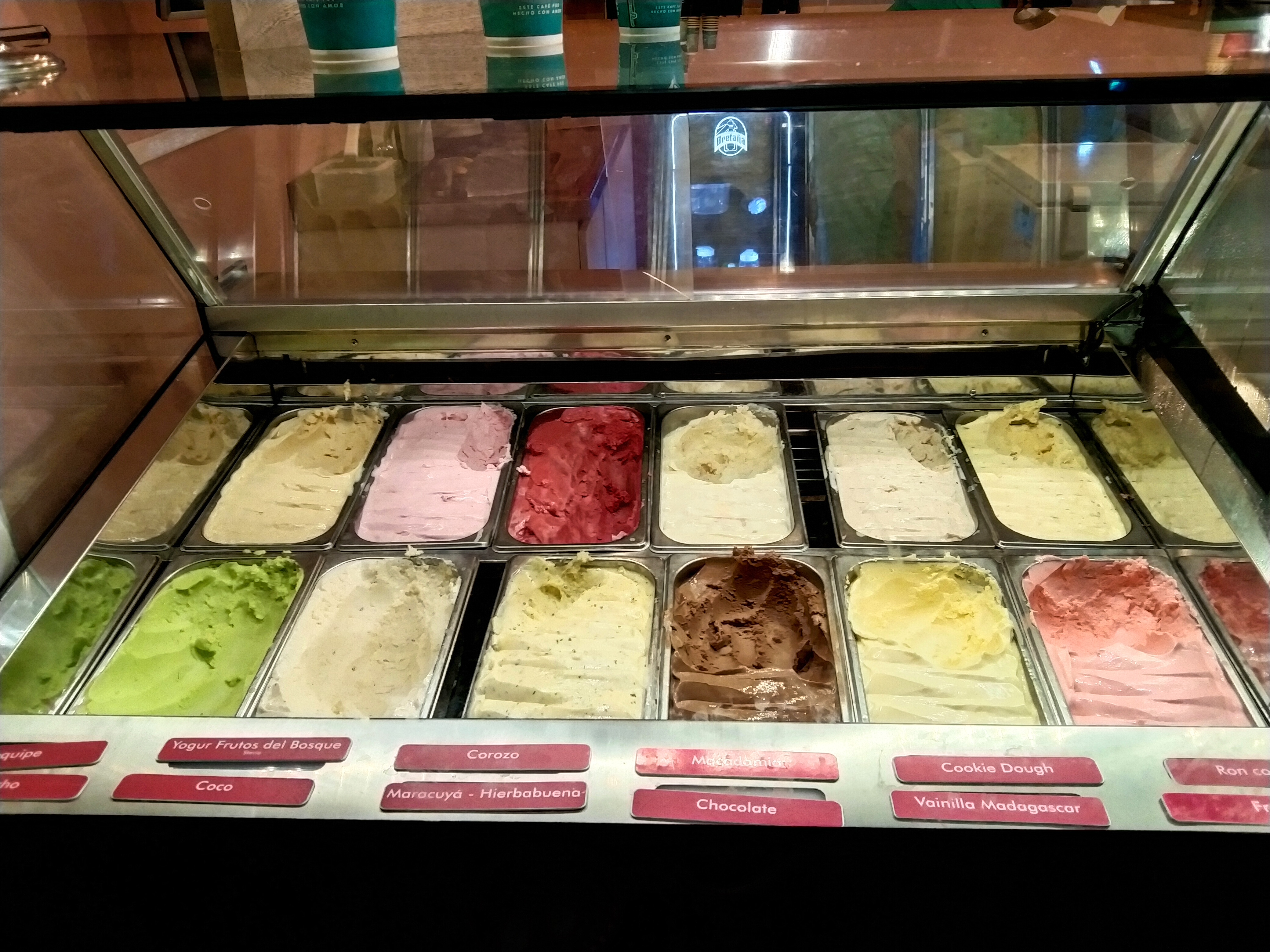

La technique des glacières se diffuse entre autres dans les domaines agricoles (dont ceux des présidents américains George Washington et Thomas Jefferson). À partir des années 1820, Frederic Tudor, de Boston, développe un nouveau commerce de la glace en exploitant la glace naturelle de Nouvelle-Angleterre pour la vendre dans le monde entier.

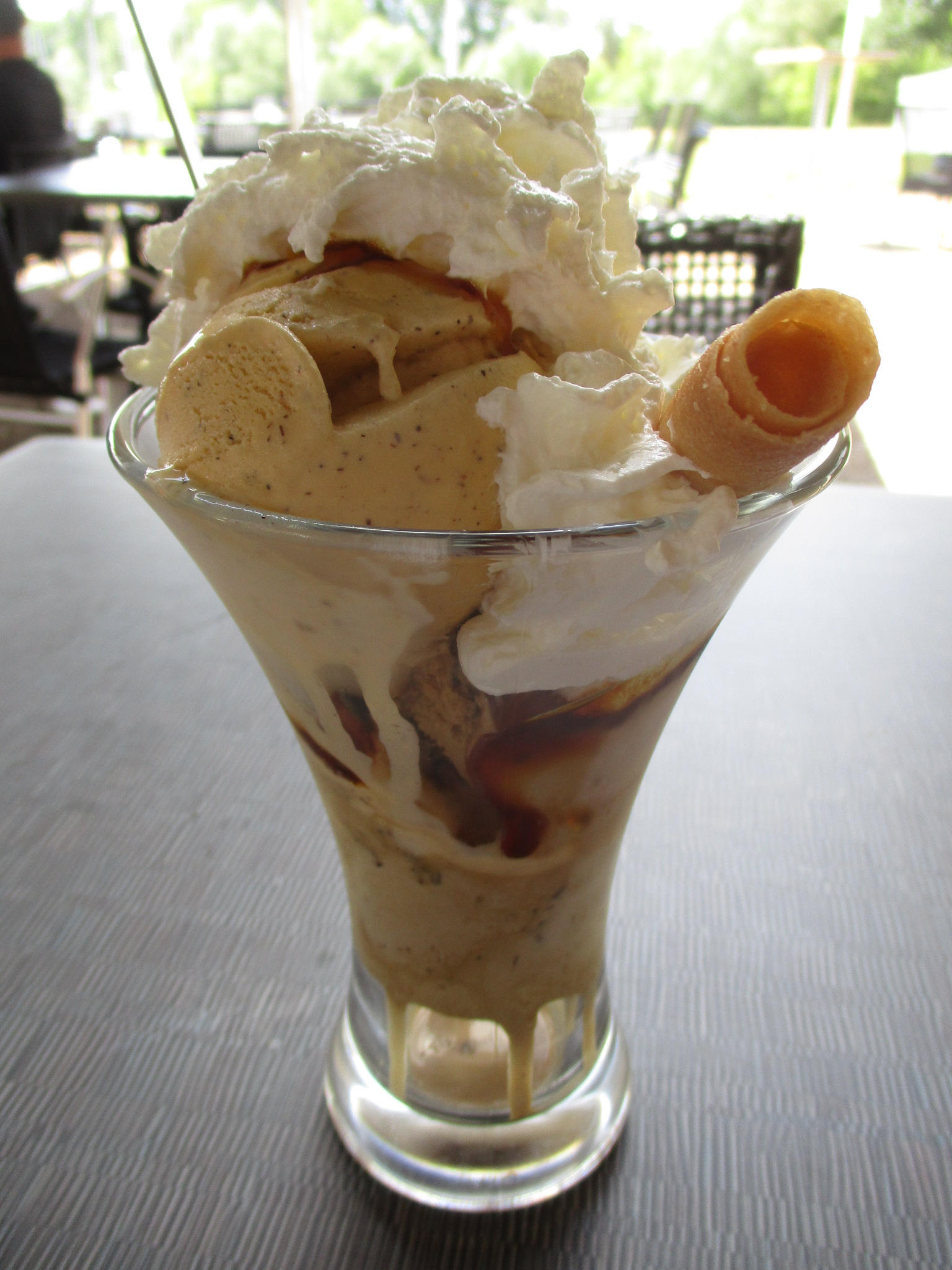
Café liégeois

Des marchands de glaces développent avec succès la crème glacée de commerce de rue des cités à partir de la fin du XIXe siècle. La première mention de cornet à glace de crème glacée (« élaborés avec des amandes et cuits au four ») apparaît dans le livre de cuisine Mrs. A. B. Marshall's Book of Cookery en 1888, de la cuisinière anglaise Agnes Marshall (surnommée « la reine des glaces »). Le cône de crème glacée est popularisé aux États-Unis à l'occasion de l'Exposition universelle de 1904, à Saint-Louis (Missouri).

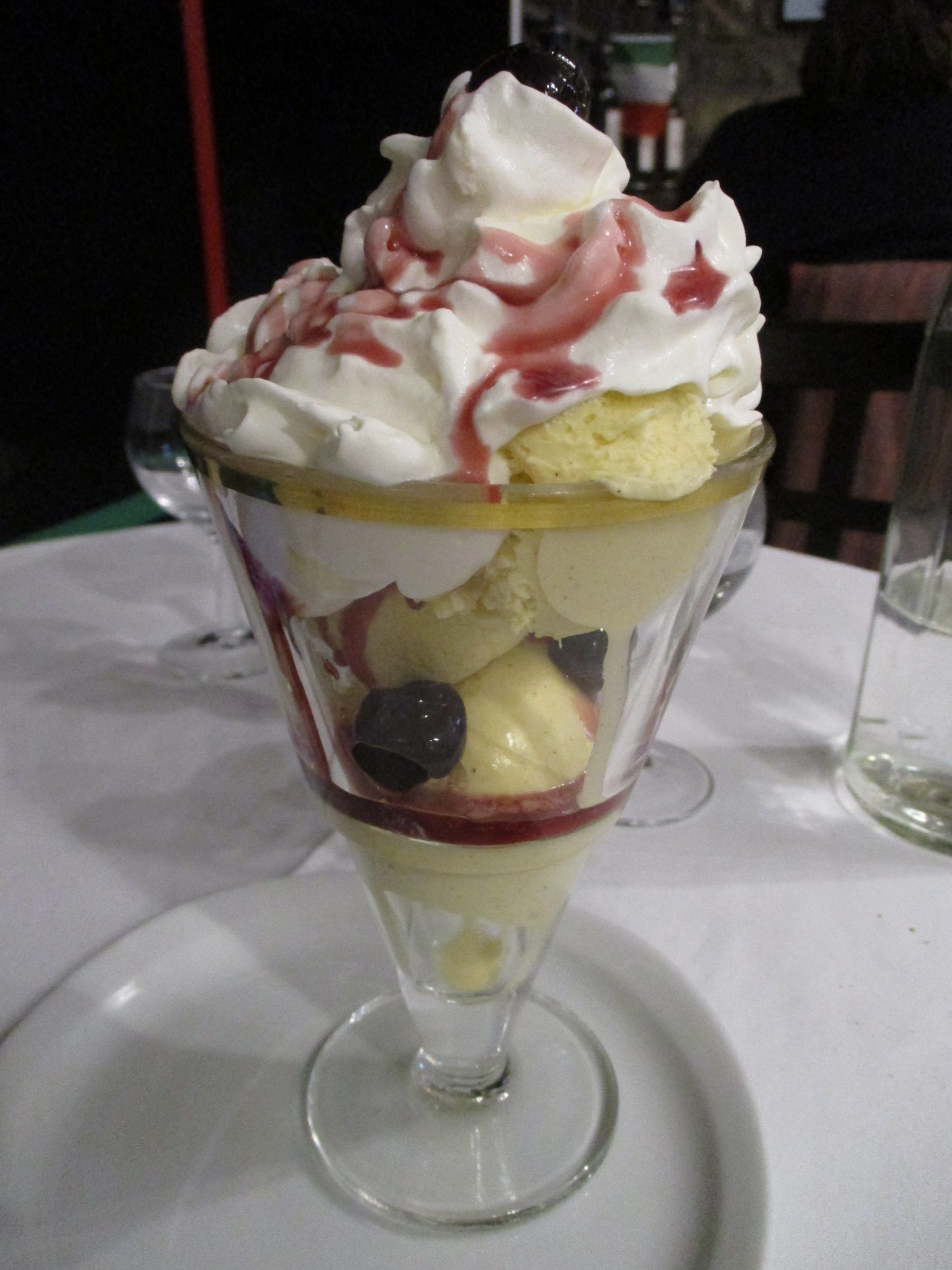

L'invention et la diffusion des premières sorbetières des années 1830, et des premiers congélateurs des années 1830, contribuent depuis à la démocratisation de la crème glacée artisanale ou de grande distribution dans le monde. En 2006, certains fabricants de crème glacée commerciaux ont commencé à utiliser de l'azote liquide pour la congélation primaire de la crème glacée, éliminant ainsi le besoin d'une sorbetière conventionnelle,,.

## Chimie
Sur un plan physico-chimique, la structure de la crème glacée est extrêmement complexe puisque présentant les trois états de la matière, le tout organisé de telle sorte que sont observés six systèmes dispersés différents. La richesse en air et en eau de la glace en fait un produit intéressant car l’air et l’eau sont peu onéreux et acaloriques. En outre, c’est le seul aliment congelé que l’on peut découper, mettre en forme de boules ou de quenelles et ingérer, le tout à une température inférieure à 0 °C. Les raisons de ce statut particulier sont dues d’une part, à une richesse plus ou moins importante en air avec une structure de type mousse (dispersion d’air dans une matrice liquide) et d’autre part, à la minimisation de l’existence d’eau solide sous forme de cristaux de glace d’eau pure.

## Législation
La législation européenne prévoit quatre types d'appellations règlementées et cinq types d'appellation non réglementées : dans la première figurent les crèmes glacées, les glaces aux œufs, les glaces standards (par exemple, glace à la vanille) et les sorbets ; dans la deuxième, figurent les biscuits glacés, les bombes, les parfaits, les mousses aux fruits et les mousses aux œufs.
Un ensemble d'obligations légales existent pour permettre au consommateur d'être mis au courant de la composition et conservation des sorbets, crèmes glacées et glaces.

### Législation française
En France, d'après la législation, les desserts glacés se répartissent en trois catégories distinctes : la crème glacée, la glace et le sorbet.
Les compositions des trois principales catégories de glace doivent contenir des ingrédients précis, que la méthode de fabrication soit artisanale ou industrielle.
La glace est obtenue par « la congélation d'un mélange pasteurisé de lait et/ou d'ingrédients à base d'œufs et/ou d'ingrédients d'origine végétale et/ou de gélatine et de sucre, aromatisée aux fruits ». De même, il est également possible de trouver, sur le marché, des glaces à l’eau, des glaces au lait (au moins 6% d’extrait sec dégraissé du lait dans la glace), ou des glaces aux œufs (au moins 7% de jaune d’œuf mis en œuvre lors de l’élaboration de la glace).
La crème glacée  diffère de la recette classique de la glace car elle est obtenue par « congélation d'un mélange pasteurisé de lait, de crème et de sucre, aromatisé aux fruits, éventuellement additionné de protéines laitières. » Les crèmes glacées doivent présenter une teneur minimale en matières grasses laitières de 5 %. Les matières grasses autres que laitières sont exclues, à l’exception de celles apportées par les ingrédients d’aromatisation.
Pour les sorbets, ils sont obtenus par la « congélation d'un mélange d'eau potable, de sucres, de fruits ou de légumes, voire d’alcool, d'épices ou de plantes. Aucune matière grasse ne peut être ajoutée lors de sa fabrication. »

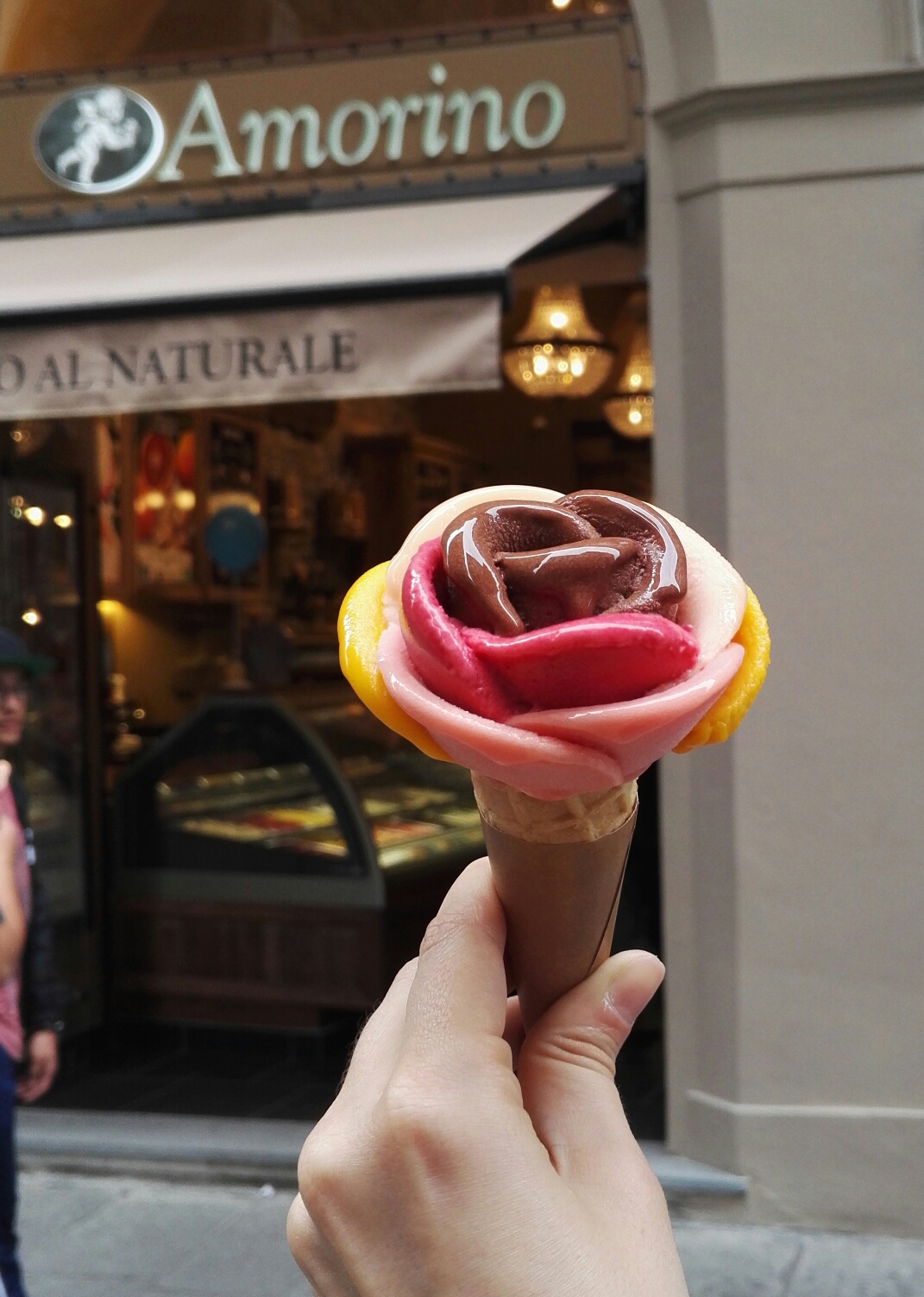

## Poids économique
Bien qu'en légère régression (en consommation annuelle par personne) dans les pays riches, le marché des crèmes glacées, lié à celui de l'industrie laitière, a un poids considérable. Les États-Unis ont produit à eux seuls 4,9 milliards de litres de glace en 1988. Les principaux importateurs de crèmes glacées et d’autres aliments glacés, en 2005, ont été le Royaume-Uni, la France et l’Allemagne, devant l’Espagne, les Pays-Bas et la Belgique.
Elle approche ou dépasse souvent les 10 litres par habitant et par an, essentiellement achetée en format familial dans les pays disposant d'une bonne infrastructure de distribution commerciale. Dans certains pays, notamment le Canada, la part de marché du yaourt glacé, associé à un produit moins riche en matière grasse progresse rapidement (4 % des ventes en 2005).

## Quelques spécialités et variantes de crèmes glacées
- Sorbet
- Gelato
- Sundae
- Affogato
- Milk-shake
- Mellorine
- Dondurma
- Jelat sfaxien
- Red bean ice
- Plombières
- Banana split
- Yaourt glacé
- Pêche Melba
- Café liégeois
- Bombe glacée
- Dame blanche
- Cornet à glace
- Glace à la vanille
- Glace à l'italienne
- Poire Belle-Hélène
- Sandwich à la crème glacée
- Glace Hokey Pokey
- Parfait glacé
- Colonel
- Mochi glacé

Quelques spécialités
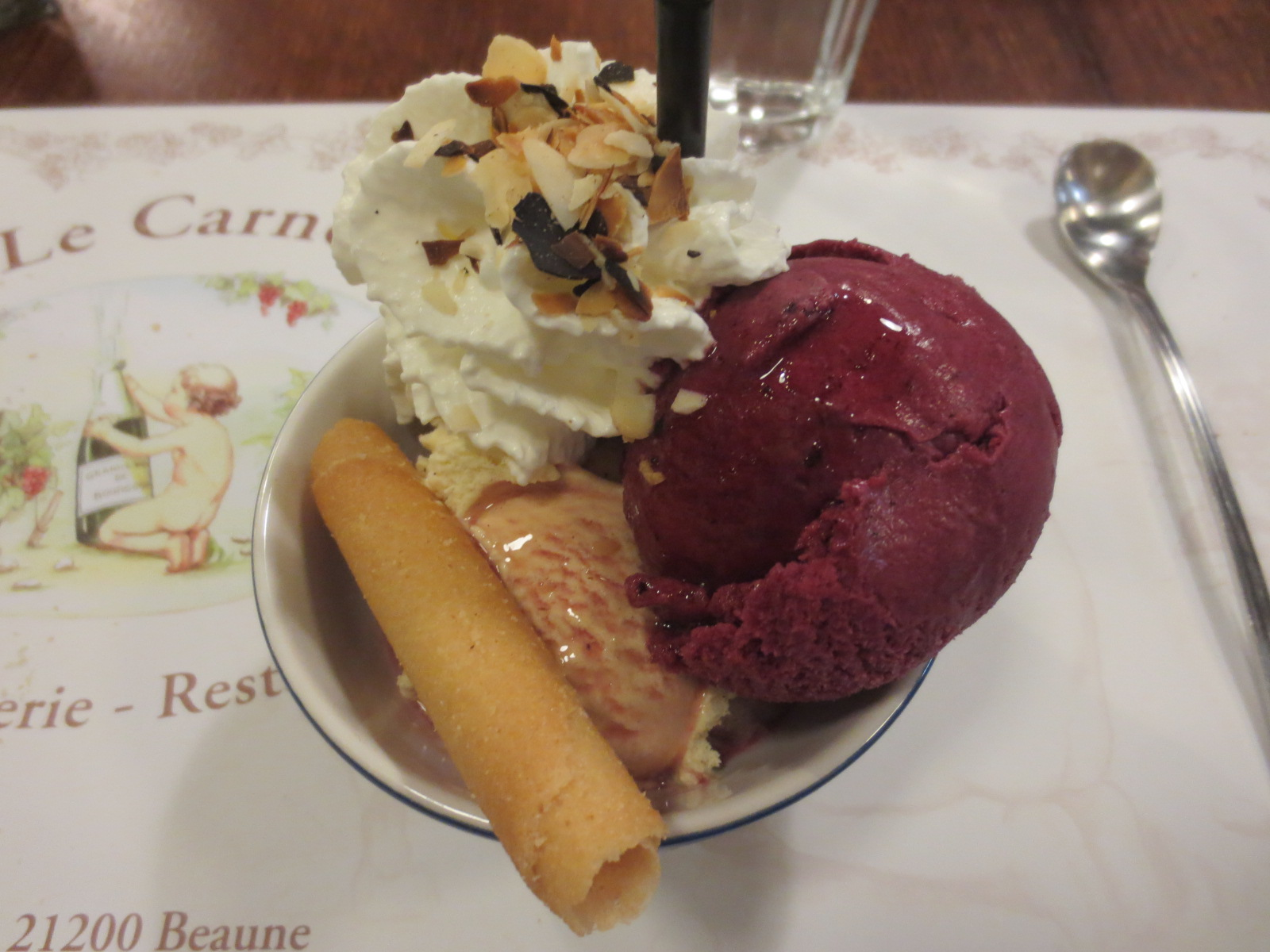
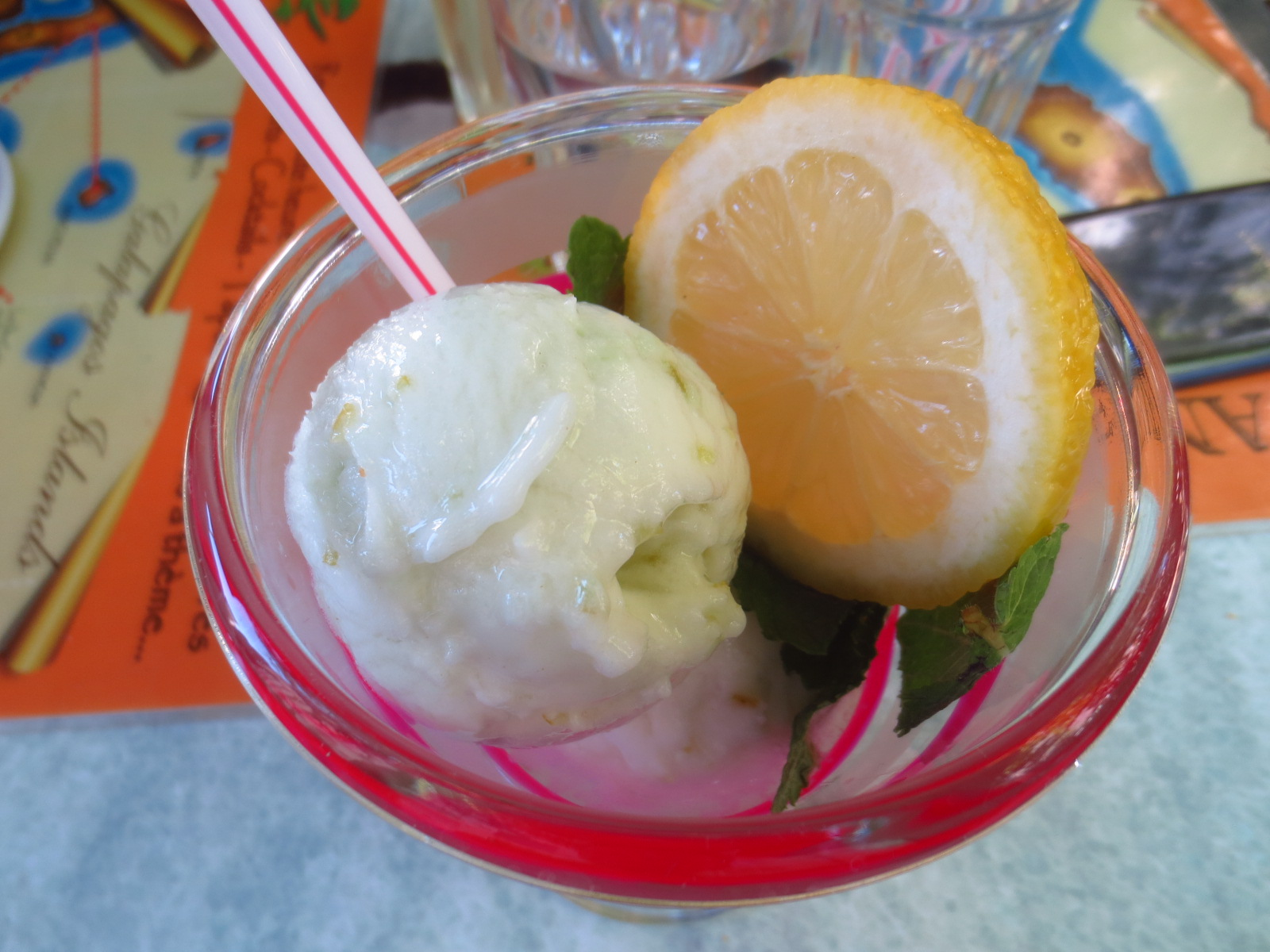
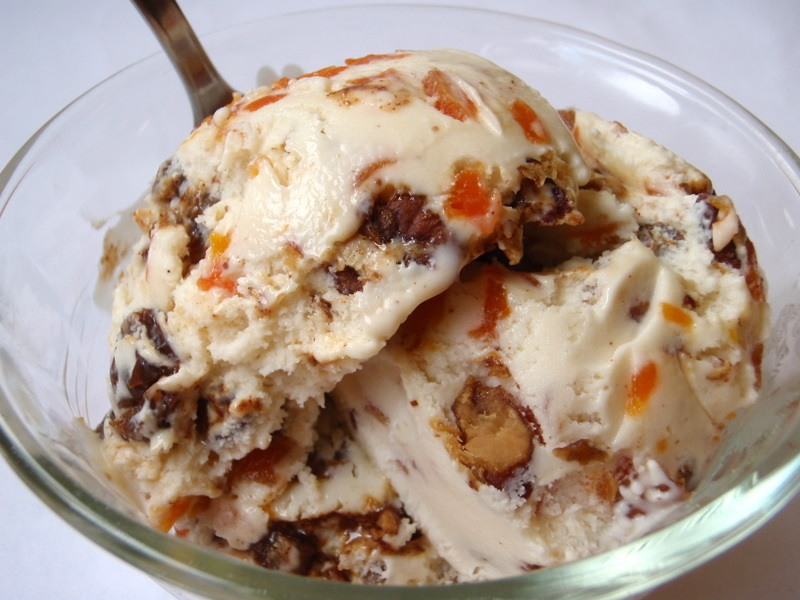
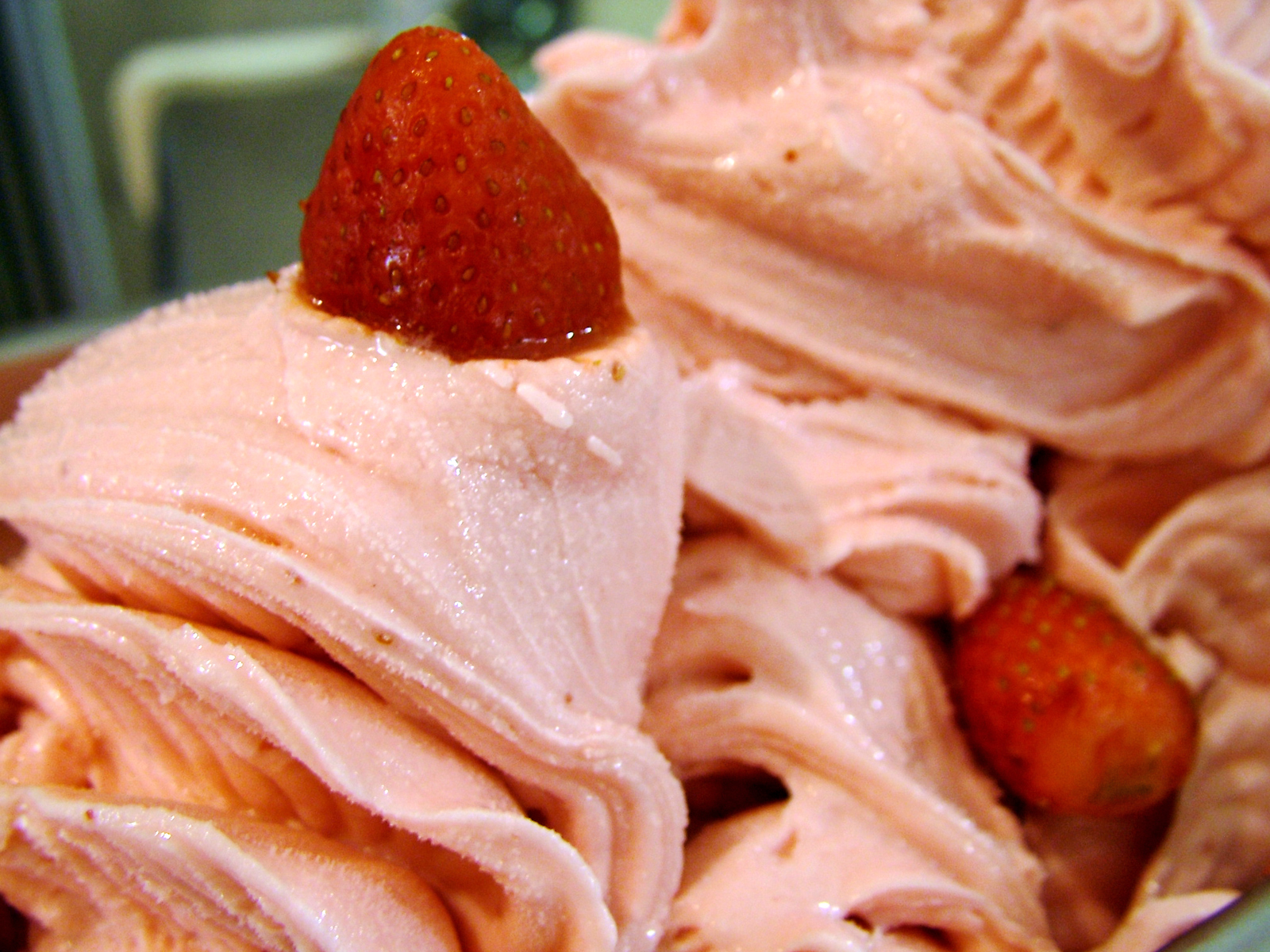
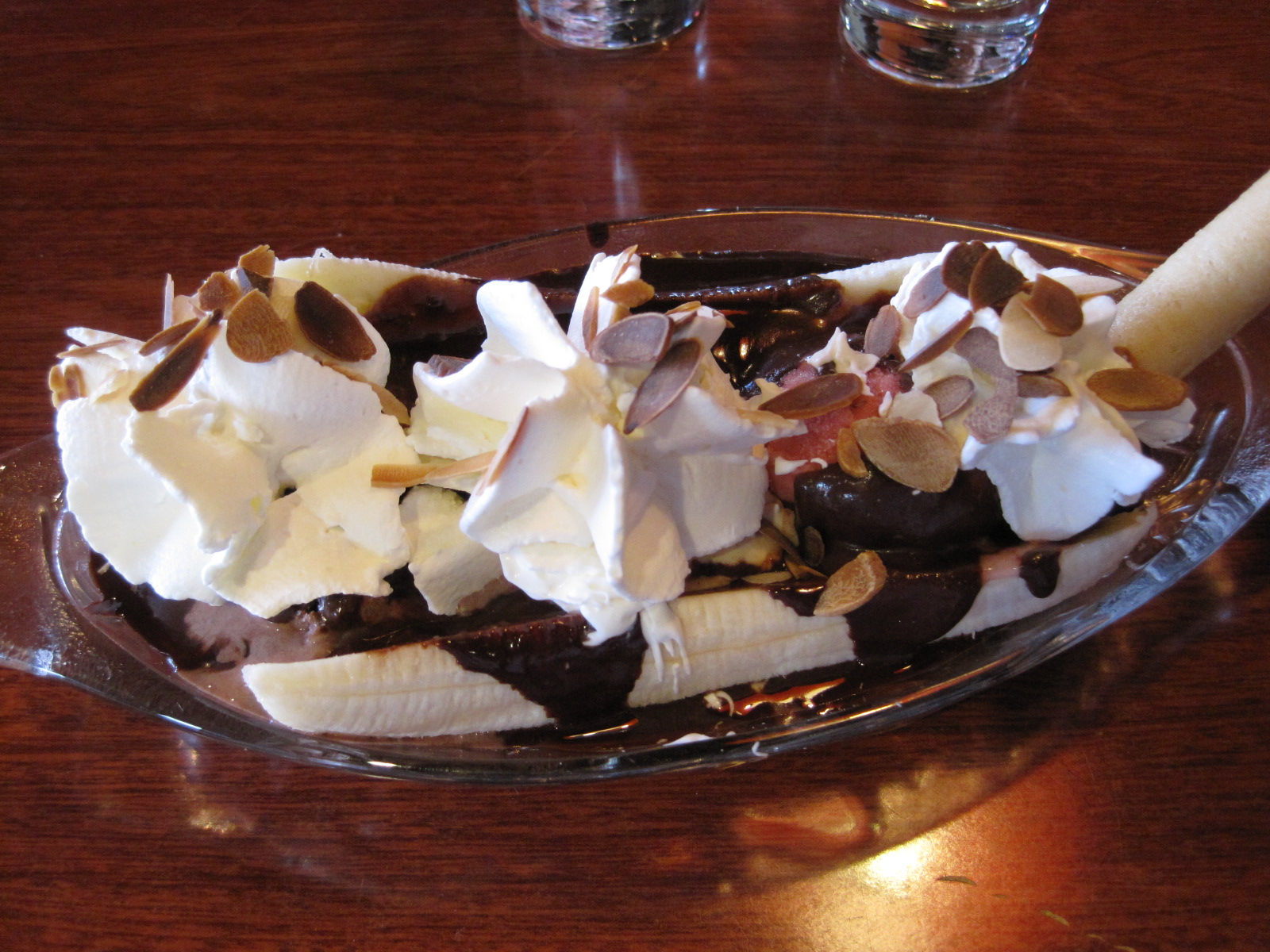
Banana split
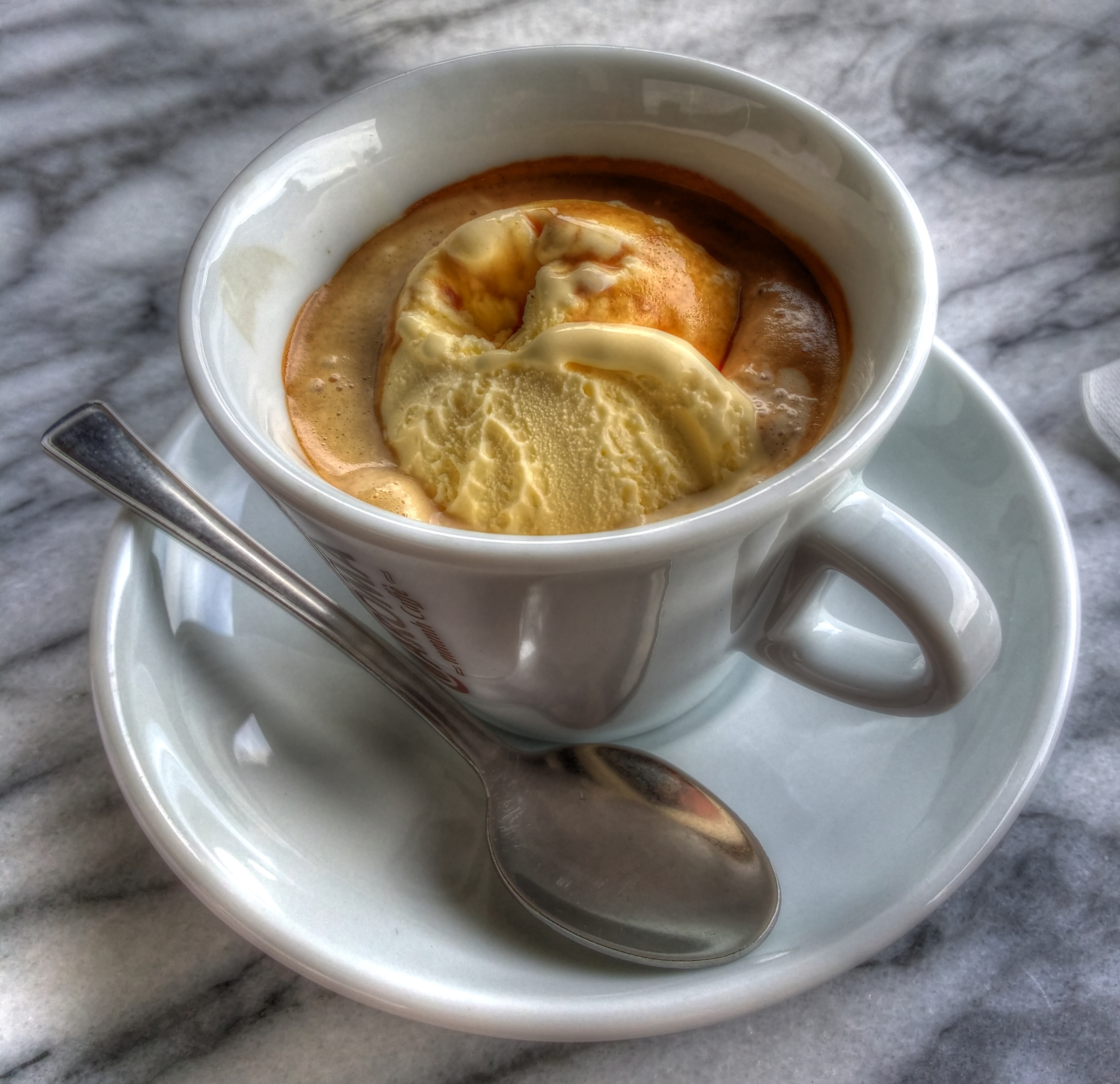
Affogato
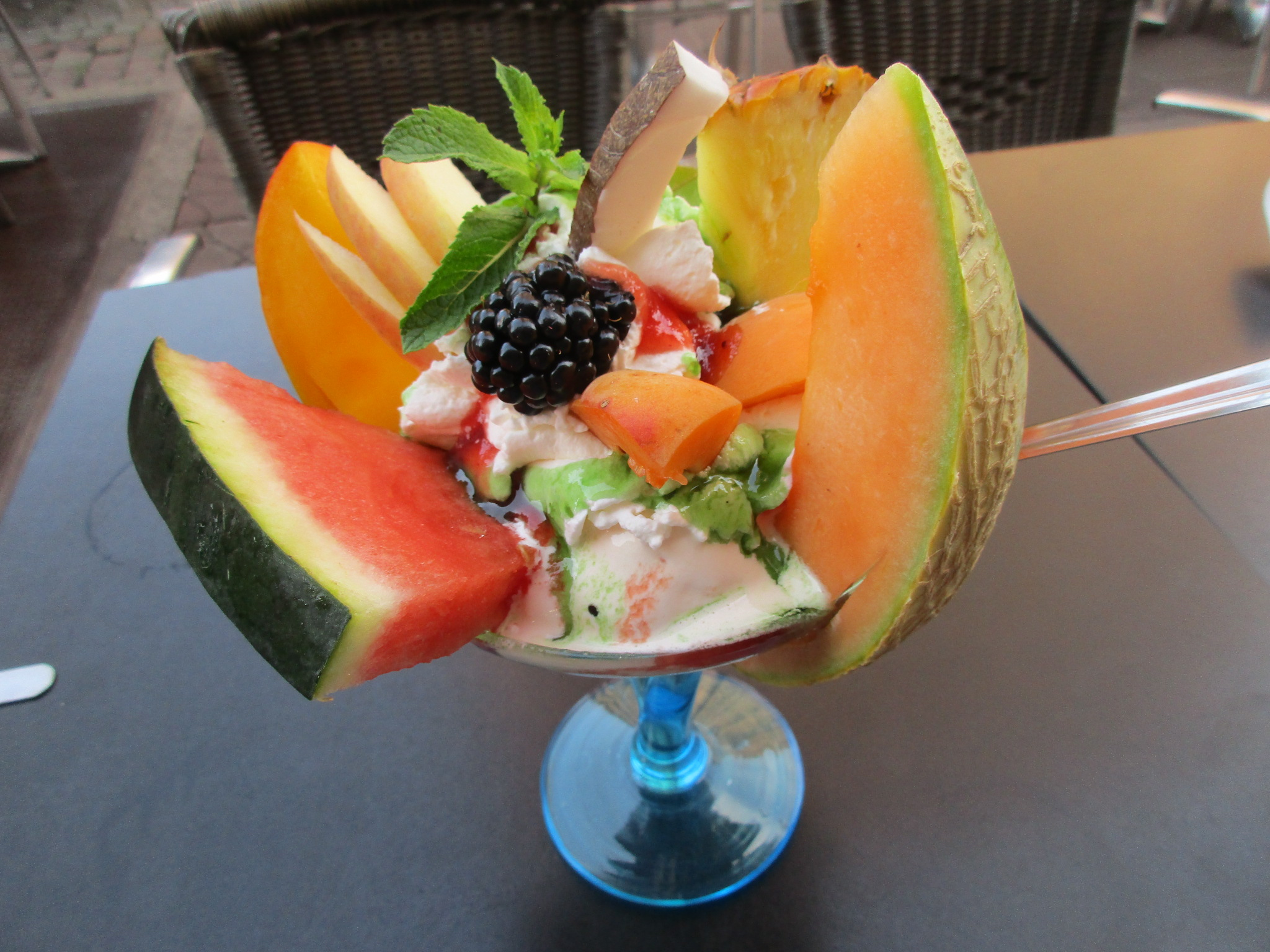
Gelato aux fruits
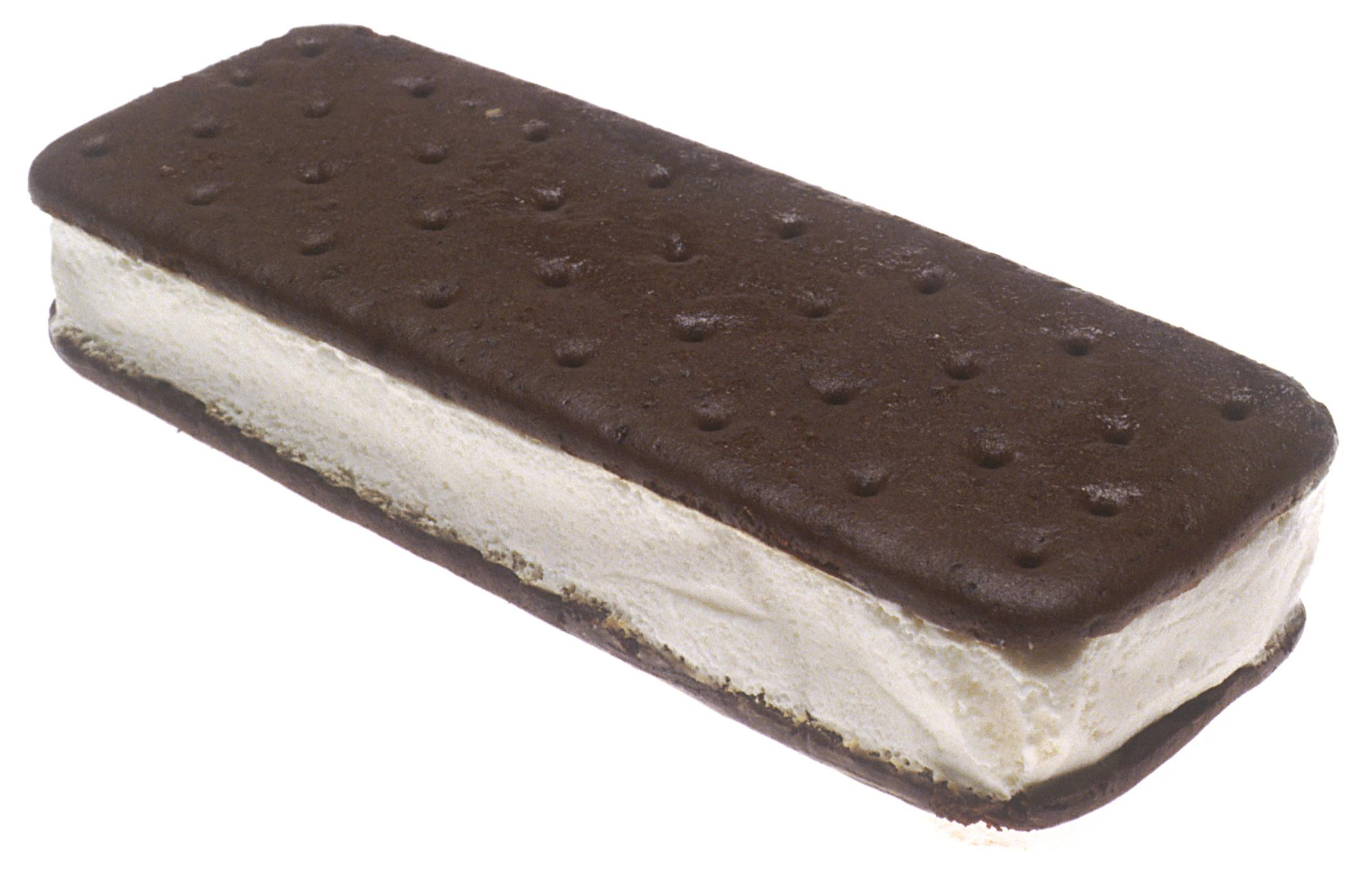
Sandwich à la crème glacée

## Musées
- 2006 : ouverture du musée de la glace de Tokyo (avec des glaces aux goûts les plus variés et les plus inattendus).

## Annexe